# 富山市立東部中学校
富山市立東部中学校（とやましりつ とうぶちゅうがっこう）は、富山県富山市にある市立中学校。住宅街の中心にある事でも知られている。

## 沿革
個別に出典が提示されていない箇所の出典→。
- 1947年4月1日 - 不二越鋼材工業男子寮（青年学校校舎[3]）に開設。校章制定。4月15日開校式。
- 1948年6月1日 - 元不二越青年学校に移転。
- 1949年3月16日 - 校歌制定。
- 1953年3月16日 - 校旗樹立。
- 1957年12月 - 新校舎が着工[3]。
- 1958年5月27日 - 現在地に新校舎（木造2階建て準防火建築469坪[3]）が竣工。以降順次増築。
- 1960年5月4日 - 体育館、国旗掲揚塔竣工式。
- 1962年5月31日 - 校地拡張（4,045m2）
- 1963年7月4日 - 清泉プール竣工。
- 1972年12月16日 - 前館職員室、教室など556.4m2焼失。
- 1974年1月19日 - 新館6教室竣工。
- 1989年4月15日 - 校舎新築工事（4期16年）の全工事が完了[4]。

## 校区
- 富山市立柳町小学校の一部
- 富山市立東部小学校の一部[5]

## 出身人物
- 青島明生（弁護士、富山県弁護士会会長、中部弁護士会連合会理事長）